# Meng Shan (bergskedja i Kina)
Meng Shan är en bergskedja i Kina. Den ligger i provinsen Shandong, i den östra delen av landet, omkring 150 kilometer sydost om provinshuvudstaden Jinan.
Genomsnittlig årsnederbörd är 902 millimeter. Den regnigaste månaden är juli, med i genomsnitt 265 mm nederbörd, och den torraste är januari, med 5 mm nederbörd.